# MC Alger (basket-ball)
Pour le club omnisports, voir Groupement sportif des pétroliers.
Maillots
Actualités
Dernière mise à jour : 9 septembre 2023.
MC Alger (section Basket-ball) est l'une des nombreuses sections du Mouloudia Club d'Alger, club omnisports basé à Alger, Algérie.

## Histoire
Fondé en 1921, le MC Alger (basket-ball) est de loin le plus puissant, et le plus titré des clubs algériens de basket-ball.
En 2020, le club dispute la saison inaugurale de Ligue africaine de basket-ball.

## Palmarès
| Compétitions nationales | Compétitions internationales |
| - Super Division A (21) - Champion : 1983, 1985, 1986, 1987, 1989, 2000, 2001, 2003, 2004, 2005, 2006, 2008, 2010, 2011, 2012, 2014, 2015, 2016, 2017, 2018 et 2019 - Vice-champion :1994 , 2002, 2007, 2009 et 2013. - Coupe d'Algérie (20) - Vainqueur : 1983, 1985, 1986, 1989, 1993, 2003, 2004, 2005, 2006, 2008, 2009, 2011, 2012, 2013, 2014, 2015, 2016, 2017 et 2018 et 2019. - Finaliste : 1982, 1988, 1995, 1998 et 2001. | - Championnat maghrébin des clubs champions (2) - Champion : 1986 et 1987. - Finaliste : 1988. - Coupe arabe des clubs champions - Finaliste : 1987 et 2015. - 3e Place : 2014. |

### Palmarès dames
| Compétitions nationales | Compétitions internationales                                                      |
| - National 1 (13) - Championne : 1998, 1999, 2009, 2010, 2011, 2013, 2014, 2015, 2016, 2017, 2018, 2022 et 2023. - Coupe d'Algérie (6) - Vainqueur : 2011, 2012, 2013, 2015, 2022, et 2023. - Finalisteet : 1995 et 2001. | - Coupe arabe des clubs champions - Championne : 2016. - 3e Place : 2014 et 2015. |